# Маттис, Эрве
Эрве́ Матти́с (нидерл. Hervé Matthys; 19 января 1996 года, Брюгге, Бельгия) — бельгийский футболист, защитник клуба «Мотор».

## Карьера
Маттис является воспитанником «Брюгге», команды из родного города. В 2014 году перебрался в академию «Андерлехта».
В составе ведущей бельгийской команды закрепиться не сумел. 25 января 2016 года был отдан в аренду в другой бельгийский клуб — «Вестерло» - сроком на полтора сезона. 19 февраля дебютировал в поединке против своего родного клуба — «Брюгге». Матч закончился разгромным поражением со счётом 6:0, а Маттис вышел на замену на 54-й минуте вместо Джордана Масто. В июле 2018 года перешёл в «Эксельсиор», подписав с клубом контракт на три года.
В апреле 2022 года подписал двухлетний контракт с клубом «Беерсхот».